# 香港政研會
香港政研會（英語：Politihk Social Strategic），是一個香港激進建制派團體，自稱由「愛國愛港」人士組成，反對香港獨立。属于親中政治組織，自成立以來，香港政研會一直針對民主派和記者進行仇恨言論及暴力事件。

## 歷史
香港政研會於2016年4月成立，成立後不久在Facebook專頁指，組織有50名成員，多為中產及商家，較少參與政治，但商戶過去在佔中及旺角騷亂等事件中受影響，故欲與激進「本土」和「港獨」等團體抗衡。他們亦因希望參與2016年立法會選舉，表達「反港獨」和振興經濟的訴求而決定締結組織。他們聲稱走中間路線，既支持特區政府依法施政，但又不會盲目撐政府。
2016年立法會選舉，香港政研會派出兩組名單，分別競選九龍西及新界西選區，但以低票落敗。他們在民意調查中一直徘徊0.5%以下的極低支持率，惟志在選舉論壇狙擊民主派候選人。最後兩組名單共獲1,542票落選。

## 主要人物
關新偉、鄧德成等。另外，同為積極建制派的立法會議員何君堯亦屬組織友好。

## 事件

### 追擊劉小麗
2016年，於立法會九龍西選舉落敗的政研會主席關新偉向高等法院提出選舉呈請，要求法庭宣佈劉小麗的議席無效，然而關新偉的選舉呈請曾因遲交保證金而被撤銷。

### 批評及攻擊司法機構
2017年2月，香港政研會聯同其他激進親共派發起遊行示威。過程中，關新偉在場以文化大革命方式演出「批鬥法官」一幕，演員偽裝成被人侮辱的自貶為「狗官」的「法官」，侮辱香港司法機構，由香港本土新聞報導的影片中可見，有一名支持政府的人士扮演法官，遭多人作勢毆打，又自稱「我係隻狗嚟咋（我是狗官）」，身後有形似文革大字報的示威工具；及該名「法官」頭帶又似法官假髮又似「文革高帽」，場面如同中共錯誤發動文革後的普遍场面：戴高帽、游街、开批斗会。

### 評論大律師公會
根據《香港01》報導，香港政研會主席關新偉批評大律師公會時斷言：「佢地果啲（大律師公會）唔係法律，我地國家（中共、中央政府）果啲就係法律！」

### 包圍香港電台舔鏡頭
於2019年8月24日，香港政研會今日下午發起「包圍香港電台」活動，約有百人前往抗議，期間示威者對記者進行辱罵，有《東方日報》記者向示威者展示記者證後，示威者伸出舌頭舔舐記者的相機鏡頭，並試圖咬鏡頭。香港記者協會及香港攝影記者協會亦對事件作出譴責，並呼籲警方應該正視問題，調查案件。香港攝影記者協會亦批評在場警員未有拘捕涉嫌襲擊的集會人士。

### 2019年6月30日撐警集會
香港政研會聯同親中派立法會議員何君堯於6月30日發起「撐警隊、護法治、保安寧」民間聲援集會，但事件變成支持警方人士對記者及其他市民進行施暴，警方的舉動亦被質疑是包庇施暴者。被襲擊的記者來自《立場新聞》、《香港01》、香港電台和《大公報》等媒體，對於有關人士的行為，香港攝影記者協會及香港記者協會發出聯合聲明，嚴厲譴責有關行為危害記者安全，踐踏新聞行業的專業
至2020年1月3日，東區裁判法院處理一項於活動當日一名61歲主婦（鄭麗芳）向兩名記者施襲的案件，裁判官林子勤直斥被告向兩名記者襲擊，造成相當程度傷勢，案件有其嚴重性。雖然辯方大律師求情時聲稱自己因嬲怒而動手的愚蠢行為感到後悔，承諾將來會控制個人情緒，但鄭離開法庭的時候以藐視口吻喊道侮辱記者為『假記者』，『黑記』，『黐線』。

### 2019年香港區議會選舉
成員關新偉及林勁放參選（未有正式申布香港政研會作選舉聯繫），分別獲得1,221票（15.89%）及149票（2.26%），大幅度少於民主派及建制派支持的候選人而落選。事後林勁放聲稱自己落敗的原因為『選民策略性配票給另一候選人』，又大罵3489名支持同區當選人劉志雄選民，及160萬名支持民主派的候選人為暴民。

### 刑事毀壞及襲擊被捕
2020年3月，深水埗泛民主派區議員李文浩及劉家衡合資開辦的辦事處門口，貼出「本辦事處不為任何藍絲提供服務」以及「藍絲與狗，不得內進」的單張後，被親中陣營指違反歧視條例。雖然平機會及後指出李的行動沒有觸犯該條法律。但是李在社交網站指自己不斷被激進愛國及親建制人士以電話作不同程度的死亡威嚇，如威脅要把其斬殺。
2020年3月7日起，接連數日有激進親中人士到劉與李的辦事處示威，當中在3月9日，更有示威人士向辦事處吐口水，而在混亂間更有辦事處女職員被示威者以枴杖襲擊至明顯受傷，該兩名職員隨後被送至明愛醫院治理。而在最後警方到場拘捕3人，當中包括了香港政研會的兩名主席關新偉和鄧德成。

### 攻擊記者提問涉及內地醫護
now新聞記者3月16日在疫情記者會上問及內地援港醫護的投訴機制，建制團體香港政研會發起聯署，質疑記者涉散播仇恨言論，或觸犯國安法。now新聞昨日就有關記者的提問致歉，據悉該記者被口頭警告。now另一記者同日在特首記者會問到投訴機制，亦被全國政協副主席梁振英質疑「心術不正」。立法會議員鄧飛3月15日在一個小組委員會上也有關注內地醫護投訴機制，徐德義答稱一定有程序，鄧飛認為當時對方未能回答，「答法唔得」。鄧拒評前日下午now記者的提問，但認為醫管局及後的回應比徐德義更清晰，令人更滿意。醫管局總行政經理劉家獻前日回應涉事記者提問時稱，投訴內地醫護的機制與現時一模一樣。政研會主席鄧德成回應稱，並非反對記者的問題，而是質疑其提問方式。對於鄧飛曾於立法會作類似提問，他強調鄧飛作為議員，關心法例是其職責，對方亦十分支持內地醫護來港。

### 經常向警方國安處投訴某些書籍有違反港區國安法內容
香港政研會曾有成員在其臉書網頁發佈影片， 表示在香港書展某些攤位發現一些有侮辱政府或煽動仇恨內容的書籍，並聲言會即時向香港警務處國安處舉報。
香港政研會於2021年10月就香港大律師公會前主席夏博義 (Paul Harris) 的著作《Raising Freedom's Banner: How peaceful demonstrations have changed the world（捍衛⾃由-和平示威簡史)》，向國安處作出舉報, 除指出書中有關西藏的內容不實外，並斥責其讚美「光時」口號及黑暴分子，涉嫌違反國安法。
國安處於2022年3月邀請夏博義協助調查, 夏接受警方問話後獲釋, 即晚與家人乘飛機離港返回英國倫敦。